# Plants for a Future
Plants For A Future (PFAF) – brytyjska internetowa baza danych i organizacja non-profit zajmująca się roślinami jadalnymi i użytkowymi w klimacie umiarkowanym. Baza projektu mieści się w południowo-zachodniej części Anglii, na terenie zwanym The Field w Cornwall, gdzie uprawiane są rośliny dla celów testowych oraz sprzedaży wysyłkowej. Organizacja skupia się na roślinach wieloletnich. 
PFAF została zarejestrowana 22 sierpnia 1996 z numerem 1057719, jako charytatywna organizacja edukacyjna działająca na terenie Anglii i Walii, mająca następujące cele i zasady etyczne:

Celem Organizacji jest rozwój edukacji publicznej poprzez promowanie wszelkich aspektów ekologicznie zrównoważonego rolnictwa wegańsko-organicznego, ze szczególnym uwzględnieniem drzew, krzewów i innych gatunków wieloletnich; jak również prowadzenie badań nad tego rodzaju rolnictwem i ogrodnictwem oraz publikacja wyników badań.

(The Charity’s objectives are to advance the education of the public by the promotion of all aspects of ecologically sustainable vegan-organic horticulture and agriculture with an emphasis on tree, shrub and other perennial species; and the undertaking of research into such horticulture and agriculture, and dissemination of the results of such research.)
Na stronie internetowej organizacji znajduje się baza danych zawierająca ponad 7000 roślin, które mogą rosnąć w Wielkiej Brytanii. Zbieraniem i przetwarzaniem danych zajmuje się Ken Fern. Dane można przeglądać online bez opłat lub pobrać informacje o 57 roślinach w postaci pliku PDF za opłatą. Teren upraw można odwiedzać turystycznie lub w ramach wolontariatu.

## Historia
Organizacja powstała w celu wsparcia badań prowadzonych od 1989 przez małżonków Addy i Kena Fern na należącym do nich 28-akrowym polu The Field. Inspiracją do rozpoczęcia upraw był leśny ogród Roberta Harta. Leżące ok. 4 km od morza pole początkowo było uprawiane przez wolontariuszy. W celu ochrony od słonego wiatru morskiego zasadzono 20000 drzew. Posadzono też różnorodne rośliny gatunków rodzimych w celu zapewnienia składników pożywienia (białka, węglowodanów, błonnika), rośliny olejkodajne, zioła, rośliny na opał, mydło, a także mające przyciągnąć dzikie zwierzęta. W momencie rejestracji organizacji (1996) uprawiali już około 1500 gatunków roślin. Obecnie pole jest dzierżawione przez organizację.

## Publikacje
- Fern, Ken. Plants for a Future: Edible and Useful Plants for a Healthier World. Hampshire: Permanent Publications, 1997. ISBN 1-85623-011-2.